# Irak en los Juegos Paralímpicos de Pekín 2008
Irak estuvo representado en los Juegos Paralímpicos de Pekín 2008 por un total de 19 deportistas, 17 hombres y dos mujeres.

## Medallistas
El equipo paralímpico iraquí obtuvo las siguientes medallas:
| Nombre       | Deporte                   | Evento             |
| ------------ | ------------------------- | ------------------ |
| Oro          |                           |                    |
| —            |                           |                    |
| Plata        |                           |                    |
| Rasol Mohsin | Levantamiento de potencia | –56 kg masculino   |
| Bronce       |                           |                    |
| Taer Al-Ali  | Levantamiento de potencia | –82,5 kg masculino |